# Битка при Гротники
Битката при Гротники, Швентокшиското войводство, е последната битка на бойните хуситски отряди, опитващи се да възстановят радикалния хусизъм, този път в Полша. Те я губят от католическата полска армия на Владислав III, намираща се под командването на епископ Збигнев Олешнички.
- Зикмунд Корибутович под знамето на Полско-Литовското Обединено кралство